# قضايا الجرف القاري لبحر الشمال

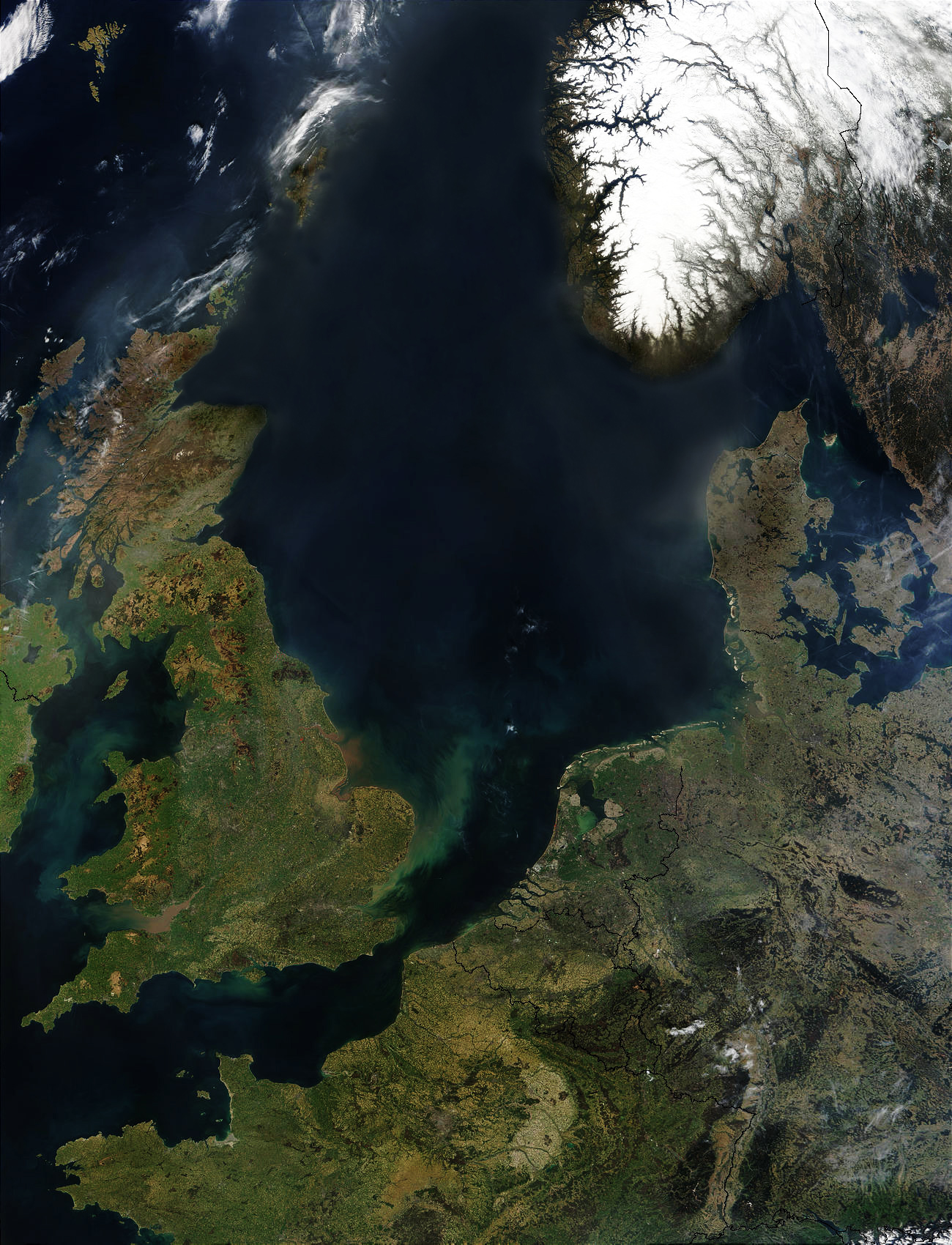

كانت القضايا الخاصة بالجرف القاري لبحر الشمال عبارة عن سلسلة من النزاعات التي تم إحالتها إلى محكمة العدل الدولية في عام 1969. فقد كانت تلك القضايا تتعلق باتفاقيات بين الدانمارك وألمانيا وهولندا والخاصة بـ «ترسيم» المناطق الغنية بالبترول والغاز من الجرف القاري في منطقة بحر الشمال.

## معلومات تاريخية
يتميز ساحل بحر الشمال المطل على ألمانيا بأنه مقعر الشكل، في حين تتميز السواحل المطلة على هولندا والدانمارك بأنها محدبة الشكل. فإذا تم تحديد ترسيم المنطقة بالاعتماد على قاعدة تساوي البعد («رسم خط بحيث تبعد كل نقطة منه مسافة متساوية من كل شاطئ»)، فستحصل ألمانيا على الجزء الأصغر نسبيًا من الجرف الغني بالموارد مقارنةً بالدولتين الأخريين. ولهذا، اقترحت ألمانيا استخدام طول الخطوط الساحلية كطريقة لتحديد الترسيم. فأرادت ألمانيا أن تقوم محكمة العدل الدولية بتقسيم الجرف القاري بناءً على نسبة حجم الأرض المجاورة للدولة وليس من خلال قاعدة تساوي البعد.
وفي نهاية الأمر، دعت المحكمة الأطراف أن «[يتراجعوا] عن آثار الميزة الخاصة التي ليست لها أهمية [الساحل المقعر بألمانيا] والتي منها قد ينتج الفارق غير المبرر.» وفي المفاوضات التالية، أعطت الدول لألمانيا المساحة الإضافية من الجرف والتي كانت تنشدها. إن مثل هذه القضايا ينظر لها كمثال على «المساواة خارج إطار القانون» والتي تعني ذلك الإنصاف الذي يمكن تحقيقه «بعيدًا عن أحكام القانون» - عندما يضيف القاضي إلى القانون القواعد المنصفة اللازمة للبت في قضية مطروحة.